# Jeli Bolagh
Jeli Bolagh – wieś w Iranie, w ostanie Azerbejdżan Zachodni, w szahrestanie Mijandoab. W 2006 roku liczyła 19 mieszkańców.